# Agostino Feoli
Agostino Feoli (Roma, 1785 – Roma, 1856) è stato un banchiere italiano.

## Biografia
Nacque a Roma nel 1785 come primo di sei figli in una famiglia agiata da Vincenzo Feoli, incisore, e Maria Francesca Stoffi.
Grazie all'agiatezza economica della famiglia poté intraprendere l'attività di banchiere, figurando in un elenco ufficiale dei banchieri romani stilato al momento della morte di papa Pio VII nel 1823. Consapevole della crisi economica in cui versava la Santa Sede, tentò invano di costituire una banca di sconto mentre nel 1836 fu tra i fondatori della Cassa di Risparmio di Roma. Nella Cassa di Risparmio, presieduta dal principe Francesco Borghese, Feoli vi ricoprì la carica di ragioniere e fu da subito uno dei principali artefici e organizzatori dell'istituto bancario, di cui fu direttore dal 1839 al 1841. Il suo operato, in un contesto di caos delle finanze pubbliche pontificie, gli valse una discreta ammirazione, destinata a durare anche dopo la sua morte. Durante il suo mandato di direttore della Cassa di Risparmio di Roma fu tra i principali artefici dell'acquisto della Banca Romana, di cui divenne amministratore generale dopo il 1841.
L'abilità di Feoli attirò l'attenzione del Tesoriere generale pontificio Giacomo Antonelli, intenzionato a "recuperare" l'appannaggio di terreni delle Marche assegnati in enfiteusi nel 1816 all'ex viceré d'Italia Eugenio di Beauharnais in seguito alle decisioni del congresso di Vienna. I terreni erano stati ereditati dalla vedova Augusta di Baviera e dal figlio Massimiliano di Leuchtenberg, i quali offrirono allo Stato Pontificio di riscattare l'appannaggio per la somma di 3,8 milioni di scudi, ovvero una cifra insostenibile per l'erario pontificio secondo Antonelli, fortemente dissanguato da un disastroso prestito contratto coi Rothschild nel 1831. I due studiarono nel 1845 un particolare congegno finanziario: lo Stato Pontificio avrebbe riscattato l'enfiteusi pagando ai Leuchtenberg 3,75 milioni di scudi, affidando ai Rothschild l'incarico di collocare certificati di debito pubblico per lo stesso importo con un interesse del 5%, garantiti dall'ipoteca sui terreni riscattati. I Rothschild prevedevano di concludere l'operazione di collocamento nell'arco di due anni ma nel giugno 1847 erano ancora in possesso di 3600 obbligazioni da 1000 franchi; nel frattempo il governo pontificio ad aprile dello stesso anno vendette i terreni ad una società privata costituita da Feoli, Marcantonio Borghese, Giulio Cesare Rospigliosi ed Enrico de Dominicis per 3,88 milioni di scudi pagabili in 12 anni con un interesse del 5%.
Fu in contatto col governo della Repubblica Romana che su iniziativa di Vincenzo Tittoni e Aurelio Saffi gli affidò l'incarico di acquistare grani e farine su mercati esteri rinunciando al profitto, in modo tale da contrastare la speculazione. Nel 1852 acquistò villa Corsini ad Albano Laziale, dove fece realizzare una filanda meccanica.
Nella tenuta di famiglia a Campomorto di Vulci furono rinvenuti numerosi reperti archeologici etruschi, catalogati da Eduard Gerhard e Secondiano Campanari e custoditi in larga parte presso il Museo Martin von Wagner di Würzburg.
Morì il 20 marzo 1856 a Roma nel suo palazzo in via del Corso, 518. La sua eredità fu suddivisa tra il nipote prediletto Pietro, figlio del fratello Luigi, la sorella Caterina e altri numerosi fratelli e nipoti. Fu sepolto presso la basilica di Santa Maria del Popolo a Roma.